# アニマル横町
『アニマル横町』（アニマルよこちょう、Animal Yokocho）は、前川涼によるギャグ漫画作品、およびそれを原作としたテレビアニメ作品、同作に登場する架空の地名。
集英社の少女漫画雑誌『りぼん』・『りぼんオリジナル』・『りぼん増刊』・『あみーご!』に1999年から連載されている。略称は、アニ横。総発行部数は2005年12月現在100万部。第51回（平成17年度）小学館漫画賞児童向け部門受賞作品。

## 作品概要
ある日新しい家に引っ越してきた幼稚園児松崎亜美は自分の部屋に異世界「アニマル横町」（通称アニ横）の扉があることにきづく。そこから自由奔放なウサギのイヨ、ツッコミ気質で兄貴分なクマのケンタ、天然で臆病なパンダのイッサの3匹が登場。亜美の日常はドタバタとしてものになっていく、というドタバタコメディ作品である。
舞台となる場所は、架空の村「メイジ村」。アニメでは関東地方に、原作では九州地方にある設定（作者の前川涼も福岡県の出身である）。
連載が何年続いても主人公たちが年を取らないサザエさん方式で物語が進む（作中でもネタにされている）。また、子供向けの作品ながら、今時の子供には分からないような昭和ネタやシュールなネタも見られるのが特徴である。

## 登場人物
声優が明記されていないキャラクター、松崎光太郎、リエちゃんはアニメでは登場しなかったが、ゲームでは松崎光太郎とリエちゃんに声優が当てられている。血液型・アニ横星座は「どき☆どき 救出大作戦! の巻」の各キャラのプロフィールより。
原作漫画で作者「前川涼」が登場することもある。
松崎 亜美（まつざき あみ）
声 - 江里夏
本作の主人公。5歳の幼稚園児で、12月15日生まれの射手座、血液型はB型。アニ横の星座ではご座。「メイジ村」という村に住んでいる。名門の「メイジ幼稚園」に通っており、28代目の生徒会長を務めている。家族構成は父・母・弟（光太郎）との4人暮らしで、原作とアニメで住んでいる家の外観が異なる。愛称は「あみ」「あみちゃん」、「あみちん」「あみつん」「あみっぺ」（イヨ）。幼稚園では「会長」とも呼ばれる。アニ横の住人、ケンタ・イッサ・イヨがやってきて以来、気苦労が絶えないが、基本的に仲は良い。普段は面倒見が良く明るい性格だが、時々彼らのボケっぷりに対してもの凄い剣幕で怒ることがあり、極稀にボケることもある。しっかりした性格や、ファミコンネタを知っていたりするため、その年齢を疑われることもしばしばあるが、反面、缶けりやだるまおとしを知らないなど、今時の子供らしい一面も持ち合わせている。趣味はお菓子作りで、将来の夢はケーキ屋さん。家でも靴を履いているのは、「足の小指にアニ横の扉の取っ手がぶつかるとものすごく痛いから」で、過去に何度もぶつけたことがある。誕生日が訪れる度に5歳になり、そのことをしばしばネタにされる。好きな漫画は、アニメ版ではカトリーヌ前川が「RYO」という月刊誌に連載している「愛と哀しみのドスコイ」、原作では「オヤジ女子高生☆」を愛読していたことがある。全体のイメージは『ムーミン』のミィを意識した物であり、普段着は同じくムーミンのスナフキンがモデル（作者談）。第14巻で胸元のリボンは結んでいるのではなく裏のクリップで留めるタイプの物だと明かされたが、原作とアニメで半ズボンの柄が異なり、原作では赤と白のチェック柄だが、アニメでは赤一色である。名前は作者の幼馴染の娘の名前に由来している。原作において時々アニ横住人バージョンとして白猫の姿で描かれることもある。
原作とアニメでアニ横トリオに出会った経緯が異なり、原作では、ある日突然アニ横と繋がる扉があみの部屋に出現し、そこで初めてアニ横トリオと出会った。なお、どうして扉があみの部屋に繋がったのかは特に触れられていない。アニメでは、メイジ村に家族で引っ越し、新居で初めてアニ横トリオに出会ったことになっている。
イヨ
声 - 宍戸留美
ウサギでアニ横の住人。本人曰く「アニ横生まれヒップホップ育ち」。一人称は「イヨ」で、アニメ版では「あたし」と言ったこともある。1月4日生まれで血液型はA型。自称16歳。アニ横の星座では双子つかい座。名前や自称年齢は松本伊代に由来。ケーキ屋を営むが、本人は銀幕スターや現役アイドルなどとも嘯く。主に（天然悪質の）ボケ担当。ケンタをいじって遊ぶ「ケンちゃんいじり」が大好きで、本人によれば「これ以上の趣味はない」。トラブルメーカーであり破天荒だが、可愛らしい容姿などから原作の読者の間では1番の人気を誇る。特技は縄抜け。後述する身体の特徴を持ち、肉も食べられる、ウサギの常識を超えた存在である。将来の夢は「カリスマ主婦」になること。気まぐれで語尾に「だお」、「にょ」、「ナリ」と付けることがある。多数の「必殺技」を持っているが（全部で8つあるらしい）、必殺技の他にもロケットパンチなど幾つか小技を持っている。首の後ろの下にあるボタンを押すと掃除機になり、ベッドや机までも吸い込む。耳はビームを出す他に、カキ氷のシロップや携帯電話、Mr.のんこちゃんなどなど、様々なものが収納されている。また、熱湯の温度も計れ、伸縮自在な上、ドリルのようにも使える。しかし、酷使して耳が垂れてしまうとビームがうまく発射できない。耳はヘアバンドであり、予備もある。人間バージョンだと金髪のロングヘアになる。寂しかったり冷たくされるとすぐに死にそうになるという、誤解ではあるが一般的に知られているウサギの性質を有する（ウサギ#迷信）。わざと魂を抜いて遠くにある小屋を見つける（アニメ）など役に立つ時もあるが、基本的に迷惑がられる。雛人形が嫌い（雛人形のおちょぼグチが怖いらしい）だったが、後に克服した（口裂け女と勘違いしていたらしい）。目は拡大するとキラキラ目である。ウサギらしい前歯もあるが、差し歯であり、普段は取っている。基本的に他人をニックネームで呼ぶが、ゲーム版では仲間2人を呼び捨てにしている場面もある。
イッサ
声 - 佐藤ゆうこ
ジャイアントパンダでアニ横の住人。一人称は「イッサ」。11月23日生まれでへびつかい座、血液型はAB型。名前は『DA PUMP』の「辺土名一茶」に由来する。職業はフリーターだが、寿司屋が一番有名。一見ボケのようだが、ケンカをするイヨとケンタを本気の一喝・説教で鎮めるなど、隠れたツッコミ担当でもある。だか、基本的にはおっとりのんびりしていて極度のマイペース。怖いものが苦手で、恐怖が極限に達すると錯乱し、誰にも手に負えない状況になる。裏事情の暴露が得意だが、その内容はストップがかかるほど。その他にも多少腹黒い発言をすることもあるが自覚はない。それでもアニ横トリオの中では最も常識的。実は力持ちで、部屋にあるベッドや机を軽々と持ち上げることができる。原作では目の周りの模様を手動で逆さまにする（イヨやケンタ曰く「ウル○ラマンみたい」）と性格が極悪になる。アニメでは体の黒と白が反対になると性格までが反対になり、攻撃的な性格にかわる。何かにつけてパンダの「絶滅の危機」に気を揉んでいる。笹が好物で、笹サンドイッチや、笹ステーキなど、豊富なメニューを持つ。アニメ版では特に笹団子が好きで頻繁に食べている。ペーパーだが宇宙飛行士の免許を持っている。将来の夢はメジャーリーグの弱小チームに入りその年一気にワールド制覇、その後10年連覇して最終的に伝説の200億円プレイヤーになり殿堂入りすること。アニメでは「チョイ悪パンダ」。擬人化すると中性的な顔になる。好きな芸人は2丁拳銃。
赤イッサ / 青イッサ / 黒イッサ / 白イッサ
アニメにのみ登場。イッサの心の中のイッサ。第77話で登場した。それぞれ性格が違い、赤は暴れん坊、青はおっとり、黒は腹黒く、白は怖がり。
黒イッサマン
原作のみ。イッサの目の部分を回すと、「黒イッサマン」となり、攻撃的で悪な性格になる。
ケンタ
声 - 永澤菜教
クマでアニ横の住人。5月6日生まれで血液型はB型、アニ横の星座では蟹つかい座。タクシーの運転手であるが、カリスマ店員などを主張している。また、夏はバイトもしているらしい。名前は「ケンタッキーフライドチキン」に由来。主にツッコミ担当だが、最近はイヨと立場が逆転しボケに回ることもある。短気で気性が荒く、攻撃的で大雑把な性格だが、実は照れ屋で、繊細な部分や知的な一面を持つ。アニメ版では少々幼い部分も見られる。イヨに振り回されたり、原作の表紙にちゃんと出られなかったり、誕生日を間違われたりと、登場人物の中では割と不憫な扱いを受けるキャラクターである。初期は乱暴なイメージが強く、人気は低かったが、その後様々な一面が描かれ、徐々に人気を上げてきている。なお、人間バージョン（擬人化。短い茶髪の男の子）では常に人気が高い。鍛錬した格闘技で、イヨにダイナミックなツッコミを入れることが多い。友達が少ないと言われる反面、イヨとイッサには非常に好かれている。赤いマフラーを一年中しているが、これはあみに出会う前に親しくしていた人間のお婆さんから貰った物。ババ抜きをするといつもビリになる位に運がない。くーちゃん（後述）が大好きで、彼女の好感度を維持するために、単3電池1本で動くぬいぐるみのふりをしている（元々の原因はイヨのせいである。後述）。彼女の前ではいつもいいところを見せようと奮闘するが、空回りに終わることが多い。巻が進むにつれて、貰った乾電池を「厳重にロックした部屋の中に入れ、毎週水曜の晩にウヘウヘ言いながら磨いて眺めている」など、やや変質者めいた行動が明らかになっている。また、「携帯ゲーム機といえば？」という質問に「ゲーム&ウオッチ」と答えたり、「激おこぷんぷん丸」を「はげおこ激怒丸」と言い間違えたりと、流行に乗り遅れているおっさんキャラにもなりつつある。自分とキャラクターが被るため、くまのキャラクター物を嫌う。将来の夢は、アニ横銀行発行の壱万円札の顔になること（アニメ）。
ヤマナミさん
声 - 堀内賢雄
全身タイツのサラブレッド（馬）でアニ横の住人。本名ジャン・トラード・タケオ6世。誕生日とアニ横星座は内緒。自称永遠の17歳。闇通販経営の他、ヤマナミ工務店等よろずなんでも引き受け屋の如く、様々な役職を持ち、様々なところで登場。本人はみんなに「ロク」と呼んで欲しいらしいが、誰もそう呼んでいない。いつも突然現れてはボケやギャグをかまし、あみたちに軽くあしらわれる。くーちゃんは彼が苦手らしく、一目見ると泣き出したり気を失ってしまったりする（理由は後述）。タイツの胸には毎回違う文字が刺繍されており、本人によれば夜遅くに1人で縫っているとのこと。得意なモノマネはサラリーマンの山田良郎さん (53)。毎年クリスマスになると「ヤマナミサンタ」として登場し、クリスマスプレゼントをくれるが、あみには不評。プレゼントを貰う際、ヤマナミさんに噛まれると一年間健康でいられるらしい。シマ子に好意を持っており、好かれようと努力している。原作とアニメであみとアニ横トリオに対する呼び名が異なり、原作では「さん」付けで呼んでいるが、アニメでは「殿」付けで呼んでいる。
竹田 久美子（たけだ くみこ）
声 - 福原香織
あみの幼稚園の友達。5月21日生まれのふたご座。アニ横星座では☆座（せいざ）。愛称「くーちゃん」。性格は天然ボケで優しいが泣き虫でもある。趣味はハンドベルと編み物で、マフラーなどありとあらゆる物のカバーを作るのが得意。あみと同様、原作とアニメで住んでいる家の外観が違うが、原作とアニメで住む理由が異なり、原作では父が「いわく付きの家に住みたい」という理由で、普通の家をわざわざお化けが出そうな洋館に改築した家に住んでいるが、アニメでは父が「シャンデリアがある家に住みたい」という理由で、シャンデリアが吊るされた明るい洋館風の家に住んでいる。アニ横トリオと初めて会ったとき、彼らのことをぬいぐるみだと勘違いしてしまったが、すぐにイヨが自分とイッサは生きていることを説明した。事実を知った後も驚く様子もなく普通に接しているが、イヨのせいでケンタのことは単3乾電池1本で動く人形だと思ったままでいる。ケンタに渡したバレンタインデーのプレゼントは手作りの乾電池であり、それを機に時々電池を作っては持ってくる。馬とヤマナミさんが苦手。その理由は原作とアニメで異なり、原作では以前に馬刺しを食べたことで馬を食材としか見られないため（かわいくないというのも理由の一つらしい）。アニメでは幼い頃にウマに頭を噛まれ泣いて帰ったことがあるためだが、後期では素のヤマナミさんと対面しても平気でいることが多かった。また同じウマでもシマウマのシマ子は平気なようである。「うさぎ」という名のウサギを飼っている。原作初期では、まっちが（みぞおちを殴るなどして）気絶させ、半ば強制的にあみの家へ連れてくるという登場パターンだったが、それ以降はごく普通に登場したり、ケンタの妄想内で登場する。お気に入りの一発ギャグは「都営地下鉄新宿線」。あみと違い普段着が2種類あり、原作初登場時以降とアニメ後期で着ているワンピースの柄が異なるが、首元のチョーカーの柄は同じ黄色である。名前は作者の幼友達（あみのモデルになった子の叔母）に由来する。
まっち（マッチ）&ピッチ
声 - 加藤奈々絵（まっち） / 鈴木菜穂子（ピッチ）
読者募集キャラのグランプリに輝いたキャラクターでアニ横の住人。まっちは28歳で女性の動物（何の動物かは不明）、ピッチは14歳ぐらいの小鳥。まっちは4月4日生まれでアニ横星座は象つかい座、ピッチは拾われたので不明。最初はヤマナミさんの薬局の店員だったが、登場する度に肩書きが変わっている。時々「イメチェン」と称し、柄が変わる。初登場時は標準語で話していたが、2回目以降は関西弁を喋る。初期（単行本2巻）の表記は「マッチ」になっているが後に平仮名になった。アニメでは、第1回目が「マッチ」・2回目以降は「まっち」となったが、番組内で登場するテレビ画面（テレビショッピングの画面）の表記は「マッチ&ピッチ」である。
弥生（やよい）くん
声 - 伊藤静
コアラでアニ横の住人。3月3日生まれで、アニ横星座は馬追い座。放浪癖があり、一度別れると次に会えるのは1年後ぐらいらしい。アニメでの職業はアニ横航空局の宇宙飛行士。その他にも動物園（原作ではオーストラリア）で普通のコアラのふりをしたり、アニ横で除夜の鐘をついたりと多忙。鼻の部分が開閉可能で、中で弥生くん?（声：羽多野渉）が操縦している。宇宙飛行士の訓練で優秀だったあみをアダムスキー型円盤で宇宙へ連れ去ったこともある。円盤は召喚可能でアニメの主役争奪ドッジボールの際にもバリヤを張るために現れた。初めは弥生くんは手動で操作していたが、後にハイテク化。
Mr. のんこちゃん
声 - 福原香織
イヨのペットのカメ。あだ名は「のんちゃん」。誕生日は6月23日で、アニ横星座はうさぎ座。血液型は人間でいったらO型。アニ横の住人ではなく夏祭りの夜店で売られていたらしいが、ゲーム内では「拾われた」とも書かれている。普段は飼い主であるイヨの耳の中におり、梅雨時はカビだらけになる。イヨのせいで過酷な目に遭うこともしばしばある。13巻で大きくなるためにアメリカ横断一匹旅に出た。アニメでは登場時に「やぁ」と挨拶する。
マツモトさん
声 - 羽多野渉
アニ横の住人。胴体はキリンだが、頭部が雲やコマの線に隠れていつも見えず、近付いて見てみても「徳」のオーラで光り輝いていて見ることができない。ケンタの師匠で、普段は漫談などをやっている。セリフを話さない（アニメではボソボソと話す）。小さくなることができるが、それに比例して漫画のコマも小さくなる。マツモトさんの足は4つ折にすることが可能。
松崎あやこ（まつざき あやこ）
声 - 鈴木菜穂子
あみ・光太郎の母親で、第16巻にて素顔と人物設定が明らかになった。原作では第1巻からアニ横トリオと面識がある。アニメは最終話でトリオと対面するが、第8話でケンタが名前を口に出している。あみによれば、ヤクルトレディらしい。
あみパパ
声 - 羽多野渉
あみ・光太郎の父親で、名前は不明。いたって普通のサラリーマンらしい。素顔は明らかにされていない。イヨからは「あみパパ」と呼ばれる。あみの部屋のクローゼットの奥に巨大な立体すごろくを作ったり、あみの部屋を温泉に改造してしまったりとリフォームにはお金を惜しまない。作者のブログによると、「名前はもちろんあるけどあみママの許可をとってないんでヒミツ」。
松崎 光太郎（まつざき こうたろう）
声 - 大浦冬華
あみの弟で、愛称は「光くん」。現在1歳。アニ横星座では銀座。10月26日生まれ。ケンタのことを自分の持っているお気に入りのフランス人形の「プリンちゃん」だと思っている。そのため、ケンタを「ぷーしゃ」と呼び、非常に慕っており、ケンタも満更ではない様子。7巻ではハイハイができるようになり、あみがくーちゃんから誕生日にもらった熊のぬいぐるみを「ぷーしゃ」と呼んでいた。5巻まで姿を現さなかったのは、作者曰く「普段はあやこさん（母親）の職場にあるとされる託児所に預けている」ため。
ガル
読者募集キャラのグランプリに輝いたキャラクターでアニ横の住人。羽の生えた虎の姿をしていて、鈴の付いた首輪を付けている。捻くれた高飛車な性格。「さん」付けして呼ばないと怒るが、今の所は呼ばれた例がない（主に「ちゃん」、「たん」、呼び捨てなど）。1人称は「オレ（様）」。初登場時はケンタに取って代わろうとしたため、それ以来ケンタのライバル的存在になり何かというとケンタにつっかかられるようになる。アニ横の住人の中では、ケンタに次ぐ貴重なツッコミ役。初登場時は白服だったが、再登場時には黒に変わっている。バレンタインチョコを渡されて以来くーちゃんに惚れている。後に、イヨによってケンタと同じく人形ということにされ、プライドよりくーちゃんへの思いが勝って、それを受け入れてしまう。

リエちゃん
声 - 大浦冬華
元々はゲーム「どき☆どき 救出大作戦の巻」のオリジナルキャラクターで、原作にも2度登場している。語尾に「でち」を付けるネズミ。ゲーム版では「チュー」としか喋らなかった。10月1日生まれで、アニ横星座では銀座。過去にイヨに相当ひどい目に遭わされたことがある（イヨ本人に悪気はない）ため、イヨが大の苦手。また「怖いから」という理由でケンタのことも同じくらい苦手である。そのため、おおらかなイッサが大好きで、イヨやケンタがいるとイッサのフードの中に隠れる（原作）。
メルちゃん
雑誌の企画で『ローゼンメイデン dolls talk』の作者かるき春が考えたキャラクターでアニ横の住人。セーラー服を着たコアラ。ケンタを抱き枕にするとぐっすり眠れる。寝起きが悪く途中で起こされるとキレる。
まぐろの抱き枕
声 - 羽多野渉
イヨの抱き枕。生臭く、「まぐまぐ」と鳴く。あみの部屋に長いこと置かれていたりのんこちゃんに食べられたり、イリュージョンで舟盛にされたりもしたが、どうやら幾つもあるらしい。原作では3回程度の登場だがアニメでは出演頻度は高く、主役争奪ドッジボールには3匹が参加。アニ横出身らしい。
しゃちほこ
声 - 羽多野渉、鈴木菜穂子
アニメのみのキャラクターだったが、後に原作にも登場している。喋ることができる。金以外にも銀のしゃちほこ、ピンクのしゃちほこなどがある。人違いでまっちを追跡していたアニ横ポリス、アニ横のワールドカップの選手など多方面で活躍しており、名古屋城の天守閣でアルバイトをしているしゃちほこもいる。
しま シマ子（しま シマこ）
声 - 高乃麗
アニメのみのキャラクター。通称「シマ子さん」。アニ横のファッションリーダーで、みんなの憧れの的。その後アニメ第2クールオープニング・エンディングムービーに登場。ヤマナミさんの憧れの人。鼻を鳴らす癖がある。パリ横でモデルデビューすることが決まり、第95話でアニ横を去りパリ横へ旅だった。タイプの男性は、「強引な人」。
青森 あこ（あおもり あこ）
声 - 伊藤静
あみのクラスの先生。25歳の熱血教師。独身。夢は子供の心が分かる先生になること。かなりの近眼。幼稚園の先生になった理由は、子供の頃、少ししか貰えなかった牛乳を沢山飲みたかったからだが、あみたちには「小さい頃からの夢だったから」と誤魔化している。あみの家に家庭訪問したときにケンタからつけられたあだ名が「モジャ子」、イヨからは「あこちん」、イッサからは「あこ先生」。名前の由来は青森 - 赤穂から。
タケル
声 - 大浦冬華
あみ、くーちゃんと同じクラスの友達。タケルくんと呼ばれている（イヨがつけたあだ名はタケやん）。口下手でと向かって会話ができないシャイな性格だが、人形になら普通に話せる。多少表情に乏しい。アニあみとの出会いでメ少しだけ心を開いた。では終盤の97・98話（前後編）と最終回の102話の最後、全員が集合した場面に登場した。
ポテテチュート
声 - 不明→伊藤静
占いの話で登場した。小さくて赤くて黄色くて、満月の夜になると海へ向かって大移動する植物。イッサが好きな花であるが、あみにはかなり怖がられている。以後エンディングなどに登場し、主役争奪ドッジボールにも多数参加した。
薔薇海貴人
声 - 石田彰

## 用語
アニマル横町
ケンタ・イッサ・イヨたちなどの不思議な動物が住んでいる場所。アニ横と略される。人間界とは後述の扉でつながっている。人間界の常識とはかなり異なった文化がある、不思議な場所。作中ではここでの生活などはほとんど言及されることはない。人間が入ったことはないらしく、入ってしまうと、空間がおかしくなるとも言われている。
シトロエン
松崎家のマイカー。一家はこの車でメイジ村に引っ越してきた。
ナンチャコフ
アニ横住人が発する謎の言葉。右手で持つもので、ゼリー状の物体であること（アニメ版）以外、一切不明の謎の物体。アニメ版の2度目の登場では目鼻があるゼリー状のキャラクターとして登場し、ナンチャコフ王子という者も存在するが、原作のナンチャコフにはそのような設定を匂わせる描写はない。漫画のサイトでは、「バター醤油で焼いて食べるとおいしい」などとある。
扉
人間界とアニマル横町をつなぐ扉。床についており、持ち運びができる。出てくる動物によって大きさが変わる。
ときどき、メンテナンスで使えなくなる。
イヨ特製ダイエットジュース
「イヨ特製ミニマムドリンク」とも。あみの幼稚園で身体測定があるため、やせたいあみにイヨが飲ませたもの。ビールのように泡が出ているが、紫色である。飲むと、身長が15%ほどになる。
ケンタのマフラー
あみに会う前、人間のおばあちゃんに編んでもらった赤色のマフラー。大切にしており季節を問わずつけている。イヨに毛糸をほどかれたこともある。
着ぐるみ
アニ横住人が素性を隠して行動するために着用した、人間を模した着ぐるみ。
- ジャンアンゲロプス伊集院8世 - ケンタの着ぐるみ
- エリザベス・ピテカントロプス清少納言2世 - イヨの着ぐるみ
- ジャック・ベンチョロリン利休5世 - イッサの着ぐるみ

メカケンタ
アニメにのみ登場。ケンタの弟。ぬいぐるみのクマ。あみパパが福引でもらったが、欠陥商品だった。
チェンジロベエ
右と左を持った人の魂が入れ替わるアイテム。幼稚園に行きたくないというあみとイヨがこれを使って入れ替わった。
アニメによると1回限りの使い捨てアイテムだが、原作にそのような記述はない。
パリ横
アニメにのみ登場。アニ横から飛行機で1カ月かかるという、お洒落なアニマルたちが集まる町。
メイジ幼稚園
あみとくーちゃんとタケルたちが通う幼稚園。教育方針が特殊である。以下にその一部を挙げる。
- クラスが特別進学クラスと普通クラスとに分かれている。テストや課題提出によって成績がつけられる。
- 英語の授業がある。きちんとテキストを使ったまじめな授業。
- 生徒会組織が存在する。あみは現在生徒会長を務めている。
- 大工道具を使っての図工（宿題）や「電磁石の研究」などの高度な授業がある。

## 漫画掲載履歴
みんなでクイズ! アニマル横町
- りぼんオリジナル1999年2月 - 1999年12月
- りぼんびっくり大増刊号2004冬

アニマル横町（当初は「みんなでマンガ! アニマル横町」）
- 増刊号（りぼんびっくり大増刊号1999年春 - ）
- りぼんオリジナル→RIBONオリジナル2000年2月 - 2006年6月（廃刊のため終了）
- りぼん2001年1月 -

### 単行本未収録作品
- アニマル横町 アニ横こわい話〜どき☆どき恐怖のみぞ知る…の巻〜（『りぼん』2021年7月号別冊ふろく『怖いりぼん』）

## アニメ
テレビ東京系列でアニメ化され、2005年10月4日から2006年9月26日まで全51回（102話）放送された。アニメーションはぎゃろっぷと同友アニメーション（韓国の企業）による共同制作。「りぼん」2006年10月号では、最終回について「いったんお休み」としている。
アニメは韓国でも放映され、韓国版タイトルは「どき☆どき秘密の友達」。韓国で放送されていたTOONIVERSE公式サイトでは、韓国製アニメと称している。香港TVBでは「動物横町」、台湾では「動物小町」というタイトルで放送。
2006年3月までは、テレビ東京火曜夕方6時30分枠の最後のアニメであり、2006年4月以降は『スキバラ枠』→『ピラメキーノ』（ここまで帯番組）→『ペット大行進! ど〜ぶつくん』（18:30 - 19:54）→『そうだ旅（どっか）に行こう。』（18:30 - 19:54）になるのに伴い30分繰り上げられた。2014年4月期の改編で、火曜〜木曜17時30分から18時00分に放送していた（アニメ530）と月曜と金曜の（バラエティ530）が終了することに伴い、月曜〜木曜のアニメ枠は18時00分から19時00分までの時間帯にスライドすることになったため、火曜夕方6時30分枠のアニメは『マジンボーン』（2014年4月1日開始）まで途絶えた。また後番組『D.Gray-man』からハイビジョン制作へと移行したため、本作はテレビ東京火曜夕方6時枠（火曜第2枠）としては最後の非ハイビジョン放送アニメでもある。

### スタッフ
- 原作 - 前川涼（集英社「りぼん」連載）
- エグゼクティブプロデューサー - 深沢幹彦（テレビ東京）（第1話 - 第40話）、朝賀定夫（テレビ東京）（第41話 - 第51話）、杉山豊、Jaeyoung Kim
- プロデューサー - 森村祥子（テレビ東京）（第1話 - 第25話）、小田原明子（テレビ東京）（第26話 - 第51話）、小熊晃代
- アソシエイトプロデューサー - 中村理一郎、武藤博昭、Kim Young Doo、川村明廣
- シリーズ構成 - 古川ヒロシ
- 演出協力 - 高橋良輔（第1話 - 第26話）
- 設定考証 - 西川淳一郎
- キャラクターデザイン - 水谷謙太、Lim Hyungjin
- 総作画監督 - 小林一幸、Ahn Jaeho
- 美術監督 - Lee Hoey Young
- 背景デザイン - Hwang Jun Pil
- 色彩設計 - 中村香織、黒田隆志
- 撮影監督 - Heo Tae Hee
- 映像編集 - Hong Jong Hun
- 音響監督 - 松岡裕紀
- 音楽 - 岩崎文紀
- 音楽制作 - ジェネオンエンタテインメント
- 音楽協力 - テレビ東京ミュージック
- マーケティングディレクター - 磯和道嗣
- ラインプロデューサー - 土屋貴彦
- アニメーション制作 - ぎゃろっぷ、同友アニメーション
- 総監督 - 西本由紀夫、Nam Jong Sik
- 制作協力 - 電通テック
- 製作 - テレビ東京、電通、「アニマル横町」製作委員会

### 主題歌
歌詞字幕：あり
オープニングテーマ
「飛んでもNothing 〜どき☆どき アニマル横町のうたの巻〜」（1話 - 26話）
作詞 - マイクスギヤマ / 作曲 - 田中公平 / 編曲 - 村瀬恭久 / 歌 - 江里夏、宍戸留美、永澤菜教、佐藤ゆうこ（あみ with イヨ・ケンタ・イッサ）
「ラブ chu ユー!!」（27 - 51話）
作詞・作曲・編曲 - unicorn table / 歌 - りぼんガール
エンディングテーマ
「ファンタジスタ★ガール」（1話 - 26話、51話）
作詞 - 田岡美樹 / 作曲・編曲 - 市川裕一 / 歌 - the Indigo
「Sweetie」（27話 - 50話）
作詞 - 折笠富美子 / 作曲・編曲 - 上野洋子 / 歌 - 折笠富美子
韓国では「飛んでもNothing 〜どき☆どき アニマル横町のうたの巻〜」と「ファンタジスタ★ガール」のみを使用されて放送されていた。本放送のSBSではオープニングとエンディングは「飛んでもNothing 〜どき☆どき アニマル横町のうたの巻〜」のみを使用。

### 各話リスト
サブタイトルはすべて「どき☆どき - 」という形をとる。
| 回 | 話数 | サブタイトル               | 脚本     | コンテ                  | 演出                       | 作画監督        | 放送日         |
| -- | ---- | -------------------------- | -------- | ----------------------- | -------------------------- | --------------- | -------------- |
| 1  | 1    | 新しいお友達の巻           | 横谷昌宏 | 西本由紀夫 Nam Jong Sik | 筒井義明 Nam Jong Sik      | An Jae Ho       | 2005年 10月4日 |
| 1  | 2    | 扉を開くの巻               | 横谷昌宏 | 野中和実 Park Chi Man   | 筒井義明 Nam Jong Sik      | Shin Gi Cheul   | 2005年 10月4日 |
| 2  | 3    | ケーキを作るぞの巻         | 木滝りま | 小華和ためお            | 久保太郎 Shin Gi Cheul     | You Bong Hyun   | 10月11日       |
| 2  | 4    | 宿題スルンジャーの巻       | 笹野恵   | 鴫野彰                  | 久保太郎 An Jae Ho         | Choi Seung Hyuk | 10月11日       |
| 3  | 5    | パズルでパンチ! の巻       | 横谷昌宏 | 筒井義明 Nam Jong Sik   | 筒井義明 Oh Jong Hwan      | Lee Joo Hyun    | 10月18日       |
| 3  | 6    | やみなべパーチーの巻       | 木滝りま | 腰繁男                  | 筒井義明 Jung Joo Wang     | Lee Jong Kyoung | 10月18日       |
| 4  | 7    | カタログショッピングの巻   | 山田由香 | 久保太郎 Nam Jong Sik   | 久保太郎 Lee Jong Kyoung   | Lee Joo Hyun    | 10月25日       |
| 4  | 8    | カゼっぴきの巻             | 山田由香 | 奥村吉昭                | 久保太郎 Song Mun Sung     | Shin Gi Cheul   | 10月25日       |
| 5  | 9    | マル秘ダイエットの巻       | 木滝りま | 飯島正勝                | 筒井義明 Park Chi Man      | You Bong Hyun   | 11月1日        |
| 5  | 10   | ファンレターの巻           | 横谷昌宏 | 小田原男                | 筒井義明 Shin Sang Tae     | Choi Seung Hyuk | 11月1日        |
| 6  | 11   | 占いパラダイスの巻         | 樋口達人 | 鴫野彰                  | 久保太郎 Lee Kyoung Soo    | Lee Joo Hyun    | 11月8日        |
| 6  | 12   | 大げんかの巻               | 山田由香 | 小華和ためお            | 久保太郎 Oh Jong Wan       | Lee Jong Kyoung | 11月8日        |
| 7  | 13   | マフラー物語の巻           | 山田由香 | 下司泰弘                | 筒井義明 Ha Hyoung Wook    | An Jae Ho       | 11月15日       |
| 7  | 14   | イヨさん事件です! の巻     | 笹野恵   | 腰繁男                  | 筒井義明 Im Hyoung Jin     | Shin Gi Cheul   | 11月15日       |
| 8  | 15   | 突っ込み道の巻             | 横谷昌宏 | 高橋順                  | 久保太郎 Cha Sang Hun      | You Bong Hyun   | 11月22日       |
| 8  | 16   | アニヨコシリトリの巻       | 木滝りま | 小野勝巳                | 久保太郎 Oh Jong Hwan      | Choi Seung Hyuk | 11月22日       |
| 9  | 17   | トランプの巻               | 横谷昌宏 | 秦義人                  | 筒井義明 Kim Sang Wook     | Lee Joo Hyun    | 11月29日       |
| 9  | 18   | 恐怖の秋の巻               | 樋口達人 | 筒井義明                | 筒井義明 Im Young Jin      | Lee Jong Kyoung | 11月29日       |
| 10 | 19   | 交換日記の巻               | 園田英樹 | 青柳宏宜                | 久保太郎 An Jae Ho         | Lee Joo Hyun    | 12月6日        |
| 10 | 20   | ヤマナミさん殺人事件の巻   | 笹野恵   | 鴫野彰                  | 久保太郎 Shin Gi Chol      | Lee Jong Kyoung | 12月6日        |
| 11 | 21   | バースデーなのだの巻       | 笹野恵   | 小華和ためお            | 筒井義明 Jung Ju Wang      | You Bong Hyun   | 12月13日       |
| 11 | 22   | 雪合戦の巻                 | 木滝りま | 腰繁男                  | 筒井義明 Kim Seung Min     | Choi Seung Hyuk | 12月13日       |
| 12 | 23   | クリスマスの巻             | 横谷昌宏 | 飯島正勝                | 久保太郎 Lee Jong Kyoung   | Shin Sang Tae   | 12月20日       |
| 12 | 24   | 不眠対策の巻               | 山田由香 | 奥村吉昭                | 久保太郎 Lee Jong Kyoung   | Im Heyong Jin   | 12月20日       |
| 13 | 25   | 大掃除の巻                 | 樋口達人 | 小華和ためお            | 筒井義明 Yoo Bong Hyun     | Oh Jong Hwan    | 12月27日       |
| 13 | 26   | 温泉の巻                   | 園田英樹 | 鴫野彰                  | 筒井義明 Lee Joo Hyun      | An Jae Ho       | 12月27日       |
| 14 | 27   | みんなですごろくの巻       | 横谷昌宏 | 秦義人                  | 高田昌宏 Lee Jong Kyoung   | Jung Joo Wang   | 2006年 1月10日 |
| 14 | 28   | お留守番の巻               | 横谷昌宏 | 腰繁男                  | 高田昌宏 Lee Jong Kyoung   | Shin Sang Tae   | 2006年 1月10日 |
| 15 | 29   | くーちゃん初登場の巻       | 木滝りま | 腰繁男                  | 筒井義明 Choi Seung hyuk   | Lim Heyong Jin  | 1月17日        |
| 15 | 30   | ケンタの真実の巻           | 木滝りま | 筒井義明                | 筒井義明 Yoo Bong Hyun     | Lim Heyong Jin  | 1月17日        |
| 16 | 31   | 虫歯予防の巻               | 笹野恵   | 飯島正勝                | 久保太郎 Shin Ki Cheul     | An Jea Ho       | 1月24日        |
| 16 | 32   | 趣味いろいろの巻           | 竹内利光 | 久保太郎                | 久保太郎 Lee Joo Hyun      | Lim Heyong Jin  | 1月24日        |
| 17 | 33   | ヤマナミ戦の巻             | 笹野恵   | 小野勝巳                | 高田昌宏 Lee Jong kyoung   | Choi Seung Hyuk | 1月31日        |
| 17 | 34   | お話発表会の巻             | 木滝りま | 奥村吉昭                | 高田昌宏 Choi Seung Hyuk   | Jung Joo Wang   | 1月31日        |
| 18 | 35   | 遠足イブの巻               | 樋口達人 | 鴫野彰                  | 筒井義明 Yoo Bong Hyun     | Choi Sang Hoon  | 2月7日         |
| 18 | 36   | あみの初恋?! の巻          | 木滝りま | 飯島正勝                | 筒井義明 Lee Jong Kyoung   | Shin Gi Chol    | 2月7日         |
| 19 | 37   | バレンタインの巻           | 竹内利光 | 腰繁男                  | 久保太郎 Lee Joo Hyun      | An Jae Ho       | 2月14日        |
| 19 | 38   | 大発明!? の巻              | 山田由香 | 野中和実                | 久保太郎 Lee Jong Kyoung   | Im Heyong Jin   | 2月14日        |
| 20 | 39   | ライバル? の巻             | 木滝りま | 奥村吉昭                | 筒井義明 Yoo Bong Hyun     | Im Heyong Jin   | 2月21日        |
| 20 | 40   | オトナって…の巻            | 笹野恵   | 腰繁男                  | 筒井義明 Choi Seung Hyuk   | An Hey Kyoung   | 2月21日        |
| 21 | 41   | ビデオ大作戦の巻           | 樋口達人 | 秦義人                  | 久保太郎 Lee Jong Kyoung   | Shin Gee Chul   | 2月28日        |
| 21 | 42   | イッサの超能力の巻         | 園田英樹 | 飯島正勝                | 久保太郎 Lee joo Hyun      | An Jae Ho       | 2月28日        |
| 22 | 43   | うさぎとカメの巻           | 横谷昌宏 | 西本由起夫              | 筒井義明 Shin Gee Chul     | Shin Gee Chul   | 3月7日         |
| 22 | 44   | 探検隊の巻                 | 竹内利光 | 腰繁男                  | 筒井義明 Lee Jong Kyoung   | Shin Sang Tae   | 3月7日         |
| 23 | 45   | ミニミニ大冒険の巻         | 樋口達人 | 秦義人                  | 久保太郎 Lee Joo Hyun      | An Jae Ho       | 3月14日        |
| 23 | 46   | アニ横新聞の巻             | 園田英樹 | 鴫野彰                  | 久保太郎 Yoo Bong Hyun     | Im Heyong Jin   | 3月14日        |
| 24 | 47   | およばれの巻               | 横谷昌宏 | 奥村吉昭                | 筒井義明 Choi Seung Hyuk   | An Jae Ho       | 3月21日        |
| 24 | 48   | おゆうぎの巻               | 山田由香 | 筒井義明                | 筒井義明 Lee Jong Kyoung   | Nam Jong Sik    | 3月21日        |
| 25 | 49   | 幼稚園の巻                 | 山田由香 | 野中和実                | 久保太郎 Lee Jong Kyoung   | Im Heyong Jin   | 3月28日        |
| 25 | 50   | まさか? お別れの巻         | 木滝りま | 飯島正勝                | 久保太郎 Lee Joo Hyun      | Shin Sang Tae   | 3月28日        |
| 26 | 51   | お花見の巻                 | 横谷昌宏 | 鴫野彰                  | 筒井義明 Yoo Bong Hyun     | An Jae Ho       | 4月4日         |
| 26 | 52   | Mr.アニヨコの巻            | 木滝りま | 秦義人                  | 筒井義明 Shin Gee Chul     | Shin Gee Chul   | 4月4日         |
| 27 | 53   | 地球最後の日? の巻         | 笹野恵   | 深沢学                  | 久保太郎 Lee Jong Kyoung   | An Jae Ho       | 4月11日        |
| 27 | 54   | 玉手箱の巻                 | 横谷昌宏 | 腰繁男                  | 久保太郎 Choi Seung Hyuk   | Im Heyong Jin   | 4月11日        |
| 28 | 55   | 宇宙旅行の巻               | 木滝りま | 飯島正勝                | 筒井義明 Lee Joo Hyun      | An Jae Ho       | 4月18日        |
| 28 | 56   | イッサの家出の巻           | 山田靖智 | 奥村吉昭                | 筒井義明 Lee Jong Kyoung   | Shin Sang Tae   | 4月18日        |
| 29 | 57   | ねんどあそびの巻           | 竹内利光 | 腰繁男                  | 久保太郎 Yoo Bong Hyun     | Nam Jong Sik    | 4月25日        |
| 29 | 58   | お店屋さんごっこの巻       | 木滝りま | 秦義人                  | 久保太郎 Shin Gee Chul     | Shin Gee Chul   | 4月25日        |
| 30 | 59   | 家庭訪問の巻               | 山田由香 | 鴫野彰                  | 筒井義明 Lee Joo Hyun      | An Jae Ho       | 5月2日         |
| 30 | 60   | 初めての自転車の巻         | 笹野恵   | 筒井義明                | 筒井義明 Lee Jong Kyoung   | Im Heyong Jin   | 5月2日         |
| 31 | 61   | オシャレになりたいの巻     | 樋口達人 | 腰繁男                  | 山口健太郎 Lee Jong Kyoung | An Jae Ho       | 5月9日         |
| 31 | 62   | 美少女イヨ!? の巻          | 岡田麿里 | 奥村吉昭                | 山口健太郎 Choi Seung Hyuk | An Jae Ho       | 5月9日         |
| 32 | 63   | まんが道の巻               | 竹内利光 | 飯島正勝                | 高田昌宏 Yoo Bong Hyun     | Yoo Bong Hyun   | 5月16日        |
| 32 | 64   | なまけものの巻             | 山田靖智 | 鴫野彰                  | 高田昌宏 Lee Joo Hyun      | Lee Joo Hyun    | 5月16日        |
| 33 | 65   | 突っ込み道2の巻            | 竹内利光 | 秦義人                  | 久保太郎 Lee Ki Suk        | Lee Ki Suk      | 5月23日        |
| 33 | 66   | ガーデニングの巻           | 岡田麿里 | 腰繁男                  | 久保太郎 Lee Jong Kyoung   | An Jae Ho       | 5月23日        |
| 34 | 67   | 夜の動物園の巻             | 横谷昌宏 | 飯島正勝                | 筒井義明 Shin Gee Chul     | Shin Gee Chul   | 5月30日        |
| 34 | 68   | イヨVSイヨの巻             | 木滝りま | 奥村吉昭                | 筒井義明 Choi Seung Hyuk   | Im Heyong Jin   | 5月30日        |
| 35 | 69   | いれかわりの巻             | 山田靖智 | 腰繁男                  | 山口健太郎 Lee Jong Kyoung | Park Boung Soon | 6月6日         |
| 35 | 70   | イヨ、スパイになる? の巻   | 樋口達人 | 飯島正勝                | 山口健太郎 Yoo Bong Hyun   | Nam Jong Sik    | 6月6日         |
| 36 | 71   | プリンセス!? の巻          | 山田由香 | 鴫野彰                  | 高田昌宏 An Jae Ho         | An Jae Ho       | 6月13日        |
| 36 | 72   | 憧れのシマ子さんの巻       | 木滝りま | 秦義人                  | 高田昌宏 Lee Ki Suk        | Lee Ki Suk      | 6月13日        |
| 37 | 73   | アイドルデビューの巻 その1 | 笹野恵   | 飯島正勝                | 久保太郎 Choi Seung Hyuk   | Im Heyong Jin   | 6月20日        |
| 37 | 74   | アイドルデビューの巻 その2 | 笹野恵   | 飯島正勝                | 久保太郎 Lee Ki Suk        | Lee Ki Suk      | 6月20日        |
| 38 | 75   | 魔法少女あみの巻           | 横谷昌宏 | 腰繁男                  | 筒井義明 Lee Joo Hyun      | Lee Joo Hyun    | 6月27日        |
| 38 | 76   | ケンタの弟? の巻           | 竹内利光 | 今村大介                | 筒井義明 Lee Jong Kyoung   | An Jae Ho       | 6月27日        |
| 39 | 77   | イッサがいっぱいの巻       | 樋口達人 | 奥村吉昭                | 山口健太郎 Shin Gee Chul   | Shin Gee Chul   | 7月4日         |
| 39 | 78   | 夢うらないの巻             | 岡田麿里 | 鴫野彰                  | 山口健太郎 Yoo Bong Hyun   | Park Boung Soon | 7月4日         |
| 40 | 79   | タイムマシンの巻           | 横谷昌宏 | 秦義人                  | 山田一夫 Lee Ki Suk        | Lee Ki Suk      | 7月11日        |
| 40 | 80   | ちこくしちゃう! の巻       | 山田由香 | 今村大介                | 山田一夫 Lee Jong Kyoung   | Im Heyong Jin   | 7月11日        |
| 41 | 81   | レギュラーになりたいの巻   | 樋口達人 | 西本由紀夫              | 久保太郎 Lee Joo Hyun      | Oh Duck Whan    | 7月18日        |
| 41 | 82   | アロマナイトの巻           | 木滝りま | 鴫野彰                  | 久保太郎 Choi Seung Hyuk   | Park Boung Soon | 7月18日        |
| 42 | 83   | アニ横のウラ側の巻         | 竹内利光 | 秦義人                  | 筒井義明 An Jae Ho         | An Jae Ho       | 7月25日        |
| 42 | 84   | イッサの初恋!? の巻        | 山田靖智 | 飯島正勝                | 筒井義明 Yoo Bong Hyun     | Im Heyong Jin   | 7月25日        |
| 43 | 85   | 夏まっさかりの巻           | 山田靖智 | 腰繁男                  | 山口健太郎 Lee Jong Kyoung | Park Boung Soon | 8月1日         |
| 43 | 86   | 野生のケンタの巻           | 竹内利光 | 奥村吉昭                | 山口健太郎 Shin Gee Chul   | Oh Duck Whan    | 8月1日         |
| 44 | 87   | アニメが見たい! の巻       | 横谷昌宏 | 秦義人                  | 山田一夫 Lee Ki Suk        | Lee Ki Suk      | 8月8日         |
| 44 | 88   | 誰もいなくなった? の巻     | 山田靖智 | 鴫野彰                  | 山田一夫 Lee Joo Hyun      | Shin Gee Chui   | 8月8日         |
| 45 | 89   | ゆれるヤマナミさん!? の巻  | 山田由香 | 鴫野彰                  | 高田昌宏 Choi Seung Hyuk   | Im Heyong Jin   | 8月15日        |
| 45 | 90   | 飛べ! ケンタの巻           | 山田靖智 | 腰繁男                  | 高田昌宏 Lee Jong Kyoung   | An Jae Ho       | 8月15日        |
| 46 | 91   | 恐怖の宿題の巻             | 木滝りま | 飯島正勝                | 筒井義明 Shin Gee Chul     | Oh Jong Whan    | 8月22日        |
| 46 | 92   | なぞのラブレターの巻       | 岡田麿里 | 筒井義明                | 筒井義明 Yoo Bong Hyun     | Park Boung Soon | 8月22日        |
| 47 | 93   | ざしきわらし? の巻         | 笹野恵   | 腰繁男                  | 山口健太郎 Lee Ki Suk      | Lee Ki Suk      | 8月29日        |
| 47 | 94   | 逃げろまっち! の巻         | 竹内利光 | 奥村吉昭                | 山口健太郎 Lee Joo Hyun    | Im Heyong Jin   | 8月29日        |
| 48 | 95   | さよならシマ子さんの巻     | 樋口達人 | 飯島正勝                | 山田一夫 An Jae Ho         | An Jae Ho       | 9月5日         |
| 48 | 96   | ラブラブ? の巻             | 竹内利光 | 鴫野彰                  | 山田一夫 Lee Jong Kyoung   | Oh Jong Whan    | 9月5日         |
| 49 | 97   | あみイヨ大混線の巻 前編    | 山田靖智 | 飯島正勝                | 久保太郎 Yoo Bong Hyun     | Park Byung Soon | 9月12日        |
| 49 | 98   | あみイヨ大混線の巻 後編    | 山田靖智 | 飯島正勝                | 久保太郎 Choi Seung Hyuk   | Oh Jong Whan    | 9月12日        |
| 50 | 99   | 宝探しにGO! の巻           | 樋口達人 | 腰繁男                  | 山口健太郎 Shin Gee Chul   | Shin Gee Chul   | 9月19日        |
| 50 | 100  | おねがいノートの巻         | 山田靖智 | 山口健太郎              | 山口健太郎 Lee Joo Hyun    | Im Heyong Jin   | 9月19日        |
| 51 | 101  | 扉が消える日!? の巻        | 横谷昌宏 | 腰繁男                  | 筒井義明 Lee Jong Kyoung   | Park Boung Soon | 9月26日        |
| 51 | 102  | 最終回の巻                 | 横谷昌宏 | 西本由紀夫              | 筒井義明 Lee Ki Suk        | Lee Ki Suk      | 9月26日        |

### 放送局
| 放送期間                                              | 放送時間                              | 放送局                                                 | 対象地域 | 備考                    |
| ----------------------------------------------------- | ------------------------------------- | ------------------------------------------------------ | -------- | ----------------------- |
| 2005年10月4日 - 2006年3月28日 2006年4月4日 - 9月26日  | 火曜 18:30 - 19:00 火曜 18:00 - 18:30 | テレビ東京（製作局）を含めた テレビ東京系列地上波全6局 | 日本国内 | 字幕放送あり            |
| 2005年10月11日 - 2006年3月28日 2006年4月4日 - 10月3日 | 火曜 19:25 - 19:55 火曜 19:30 - 20:00 | BSジャパン                                             | 日本全域 | BSデジタル放送          |
| 2006年3月29日 - 2007年3月14日                         | 水曜 11:00 - 11:30                    | AT-X                                                   | 日本全域 | CS放送 リピート放送あり |

## CD
いずれもジェネオンエンタテインメントより発売。
- 『オーレ! ヤマナミさんバ!』 - 飛んでもNothingのCDのカップリング曲
- 『アニマル横町バラエティアルバム1 どき☆どきバスツアーの巻』 - オープニング・エンディングテーマ、ショートコントや、コーナー企画「ケンタ、漢のダジャレ道」、「イッサのぶっちゃけちゃえ!?」「とっておき少女」（歌：あみ）などが収録されている。
- 『アニマル横町バラエティアルバム2 どき☆どき無人島の巻』 - 2006年5月25日発売。ショートコント、コーナー企画、歌「みんなでアニ横音頭」など。
- 『アニマル横町バラエティアルバム3 どき☆どきDJの巻』
- 『アニマル横町バラエティアルバム4 どき☆どき45分間世界一周の巻』
- 『アニマル横町アルバム どき☆どきボーカルベストの巻』

## イベント
東京急行電鉄・東京メトロ・都営地下鉄のキャンペーン
2005年9月17日 - 10月16日まで、東急目黒線・東京メトロ南北線・都営地下鉄三田線の相互乗り入れ5周年記念キャンペーンとして、東急・東京メトロ・都営地下鉄各駅で、上記各線沿線のスイーツを紹介した小冊子、『アニマル横町Presents どき☆どき沿線スイーツガイド』が配布された。また、この小冊子を利用し、ページに上記3路線の計15駅に設置されたスタンプを集める『アニマル横町Go! Go! どき☆どきスタンプラリー』も行われた。また、期間中は、東京メトロ南北線の白金高輪駅構内を本作のキャラクターがジャックしていた。
お台場deアニ横
2006年夏、東京・お台場のアクアシティお台場に夏休み期間限定のポップアップショップがオープン。ここでしか手に入らない限定グッズなどが販売された。
ジャンプフェスタ2006
2005年12月18日にジャンプフェスタ2006に本作の声優トークショーが開催された。本作のグッズを300円以上購入するとトークショーに参加でき、声優サイン入り特製アニメプリントとマスコットキーホルダーセットがもらえた。ジャンプフェスタ2007（2006年12月16日 - 17日）では販売ブースでTシャツなどのグッズが販売されていた。

## ゲームソフト
アニマル横町 〜どき☆どき 救出大作戦！の巻〜
ゲームボーイアドバンス用ソフト。2005年12月22日にコナミより発売。イヨ、ケンタ、イッサ、それぞれの特技を使い分けながらステージを進め、アニ横の世界に迷い込んだあみ、久美子、光太郎を救出するアクションゲーム。途中からリエも冒険に加わる。
アニマル横町 〜どき☆どき 進級試験！の巻〜
ゲームボーイアドバンス用ソフト。2006年5月18日にコナミより発売。先生から出された進級試験の課題のために、あみとイヨ、ケンタ、イッサが特訓するパズルゲーム。同社の『とっかえだま』と同等のゲームシステムである「とっかえ玉」と、X68000などで販売されていたキーパーと同等のシステムである「くっつけ箱」の2種類のゲームがある。